# Андреассен, Симон
Симон Лиен Андреассен (дат. Simon Lien Andreassen, род. 30 августа 1997, Оденсе) — датский профессиональный велогонщик. Двукратный чемпион мира по маунтинбайку среди юниоров (2014, 2015). Пятикратный чемпион Дании по маунтинбайку в кросс-кантри (2016, 2020, 2021) и кросс-кантри марафоне (2018, 2021). Трёхкратный чемпион Дании по велокроссу (2016, 2017, 2022). Чемпион Европы в кросс-кантри шорт-треке (2024).

## Карьера
Симон Андреассен считается одним из самых больших талантов в мире маунтинбайка. Чемпион Европы и двукратный чемпион мира среди юниоров, он постоянно демонстрирует выдающиеся результаты.
Симон начал кататься на горном велосипеде в 2004 году, участвуя в любительских гонках вместе со своим отцом. Затем он переехал из Оденсе в Копенгаген, чтобы сосредоточиться на горном велосипеде.
В юниорском возрасте Андреассен был самым успешным маунтинбайкером в своей возрастной группе. В 2014 и 2015 годах он был чемпионом мира и Европы в олимпийском кросс-кантри XCO, а в зимнем сезоне между ними также завоевал титул чемпиона мира в велокроссе. К тому времени он уже показал хорошие перспективы среди старших гонщиков, победив на этапе в гонке UCI в Сербии и выиграв американскую гонку UCI HC Bonellei Park, обе весной 2016 года.
Развивая свои первые успехи, Симон Андреассен продолжил демонстрировать свои способности, выступая на более высоких уровнях, включая чемпионат мира по велокроссу 2016 года. Участие в этих соревнованиях укрепило его репутацию опытного велосипедиста. Не ограничиваясь велокроссом, Симон также успел отметиться на национальном чемпионате Дании, где он постоянно участвует в соревнованиях, подчёркивая свою универсальность и преданность спорту в различных велосипедных дисциплинах.
В 2016 году, в свой первый сезон в категории U23, он стал чемпионом Дании в элитном XCO. В результате Андреассен был номинирован на летние Олимпийские игры 2016 года в Рио-де-Жанейро, где занял 34-е место в кросс-кантри. На этой олимпиаде он вошёл в историю, в возрасте 18 лет став самым молодым гонщиком, когда-либо участвовавшим в Олимпийских играх. Он также провёл впечатляющую карьеру юниора, выиграв множество европейских и мировых титулов.
В начале 2017 года Симон Андреассен выиграл элитный чемпионат мира по велокроссу, а через несколько дней был отобран на чемпионат мира по велокроссу среди спортсменов до 23 лет. В сезоне 2017 года Андреассен выиграл гонку в кросс-кантри в Валнорде на этапе Кубка мира UCI по маунтинбайку, а на чемпионате Европы завоевал свою первую индивидуальную медаль в кросс-кантри XCO среди спортсменов до 23 лет после того, как выиграл медали в составе эстафетной команды.
В 2018 году он также впервые стал чемпионом Дании в марафонском кросс-кантри XCM.
В сезоне 2020 года он добился самого большого успеха в своей карьере, выиграв свою первую элитную гонку Кубка мира в Нове-Место-на-Мораве. Несмотря на это, Андреассен не был заявлен на летние Олимпийские игры в Токио и был вынужден уступить место Себастьяну Фини.
Андреассен стал национальным чемпионом в XCO и XCM в 2021 году, но не смог развить свой предыдущий успех на Кубке мира и международных чемпионатах в 2021 году и в последующие годы.
Проблемы со здоровьем замедлили его прогресс в последующие два сезона, но возвращение на подиум с третьим местом на чемпионате мира по маунтинбайк-марафону 2022 года в Хадерслеве (Дания), показало, что он снова возвращается к своим лучшим качествам.
Помимо маунтинбайка, Андреассен неоднократно участвовал в национальных чемпионатах по велокроссу и по состоянию на 2023 год трижды завоёвывал титул чемпиона, последний раз в 2022 году.

### Достижения

#### Маунтинбайк
2014
Чемпионат мира среди юниоров:
 XCO
XCR — не финишировал
Кубок Франции среди юниоров
 Чемпионат Дании среди юниоров
BMC Racing Cup — UCI Junior Series
Чемпионат Европы среди юниоров:
 XCO
8-й на XCE
Кубок мира среди юниоров:
4-й этап в Альбштадте
3-й этап в Нове-Место-на-Мораве
Internazionali d’Italia Series — Marlene Südtirol Sunshine Race — UCI Junior Series
2015
Чемпионат мира среди юниоров:
2-й на XCR
 XCO
Чемпионат Европы среди юниоров:
5-й на XCR
 XCO
 Чемпионат Дании среди юниоров
Кубок Америки среди юниоров:
6-й на этапе Sea Otter
3-й на этапе Bonelli Park + UCI Junior Series
Этап Fontana + UCI Junior Series
SA XCO Cup Series + UCI Junior Series среди юниоров
2016
34-й на Олимпийских играх
13-й на Hadleigh Park + UCI Junior Series
Кубок мира U23:
2-й на этапе в Ленцерхайде
5-й на этапе в Ла-Брес
4-й на этапе в Альбштадте
Чемпионат мира U23:
16-й на XCO
5-й на XCR
 Чемпионат Дании
SRAMLiga, Нествед
5-й на Чемпионате Европы U23
2-й на Fiskumrittet
Кубок Америки:
43-й на этапе Subaru Sea Otter Classic powered by SRAM
Этап Bonelli Park + UCI Junior Series
Salcano MTB Cup:
Novi Sad, Нови-Сад
Vojvodina, Нови-Сад
4-й на SA XCO Cup Series
Hellas — Salamina Island MTB:
5-й на Staqe Race
3-й на XCO
2-й на XCO
2017
Чемпионат мира U23
11-й на XCO
XCR — не финишировал
Кубок мира U23:
61-й на этапе в Валь-ди-Соле
3-й на этапе в Мон-Сент-Анн
11-й на Swiss Bike Cup / Bikefestival Basel + UCI Junior Series
Чемпионат Европы U23:
3-й на XCO
XCR — не финишировал
3-й на Чемпионате Дании
Кубок мира U23:
25-й на этапе в Ленцерхайде
1-й на этапе в Валлнорде
49-й на этапе в Нове-Место-на-Мораве
3-й на Swiss Bike Cup, U23
Heubacher Mountainbikefestival Bike the Rock — Int. MTB Bundesliga U23 — не финишировал
36-й на Ötztaler Mountainbike Festival + UCI Junior Series U23
Goldtrophy Sabine Spitz — Int. MTB Bundesliga + UCI Junior Series U23 — не финишировал
12-й на 3-м этапе Internazionali d’Italia Series 2017
2018
2-й на Momentum Health presented by Biogen Cape Pioneer Trek
5-й на Yalova MTB Cup
1-й на пятом этапе MTBliga, Копенгаген
Чемпионат мира U23:
8-й на XCO
XCR — не финишировал
Кубок мира U23:
3-й на этапе в Ла-Брес
5-й на этапе в Мон-Сент-Анн
20-й на этапе в Валлнорде
17-й на этапе в Валь-ди-Соле
32-й на этапе в Нове-Место-на-Мораве
50-й на этапе в Альбштадте
4-й на этапе в Стелленбосе
Чемпионат Европы U23:
4-й на XCO
XCR — не финишировал
Чемпионат Дании:
2-й на XCO
 XCM
2-й на 3-м этапе MTBliga, Варде
SUBARU Sea Otter Classic
Кубок Америки:
Bonelli Park XCO + UCI Junior Series — не финишировал
Fontana City National + UCI Junior Series — не финишировал
Tankwa Trek — не финишировал
8-й на SA XCO Cup Series + UCI Junior Series
2019
25-й на Tokyo 2020 Test Event
2-й на 4-м этапе MTBliga
Кубок мира U23:
6-й на этапе в Сноушу
9-й на этапе в Ленцерхайде
5-й на этапе в Валь-ди-Соле
25-й на этапе в Лес-Гетс
Этап в Валлнорде — не финишировал
3-й на этапе в Нове-Место-на-Мораве
20-й на этапе в Альбштадте
Чемпионат мира U23:
7-й на XCO
XCR — не финишировал
Чемпионат Европы U23:
15-й на XCO
XCR — не финишировал
MTBliga, Варде
2-й на Чемпионате Дании
3-й на Race Days Vejle powered by SRAM
5-й на 3-м этапе Proffix Swiss Bike Cup / Bike Days Solothurn
1-й этап MTBliga #1, Копенгаген
Sea Otter Classic:
Class 3
6-й на HC Event
14-й на Absa Cape Epic
3-й на Momentum Health Tankwa Trek presented by Biogen
SA XCO Cup Series::
4-й на UCI Event XCO — Sunday
UCI Junior Series XCO — Saturday — не финишировал
2020
4-й на Чемпионате Европы
Чемпионат мира:
32-й на XCO
3-й на e-MTB
Кубок мира:
8-й на XCC
13-й на XCO
XCO
Чемпионат Дании:
 XCO
2-й на XCM
32-й на Zanzenbergrennen
Proffix Swiss bike Cup:
7-й на этапе Gstaad + UCI Junior Series XCO
12-й на этапе Leukerbad + UCI Junior Series XCO
Swiss Epic — не финишировал
2-й на Strabag Czech MTB cup
Copa Catalana Internacional BTT:
3-й на этапе Corró D’amunt
20-й на этапе BTT + UCI Junior Series XCO
2-й на Cyprus Sunshine Epic
Mediterranean Epic — не финишировал
2021
3-й на 5-м этапе Shimano MTB Liga — Powered by Allbike
Чемпионат Дании:
 XCM
 XCO
Кубок мира:
22-й на этапе в Сноушу, XCC
11-й на этапе в Сноушу, XCO
19-й на этапе в Ленцерхайде, XCC
16-й на этапе в Ленцерхайде, XCO
14-й на этапе в Лес-Гетс, XCC
7-й на этапе в Лес-Гетс, XCO
19-й на этапе в Леоганге, XCC
8-й на этапе в Леоганге, XCO
20-й на этапе в Нове-Место-на-Мораве, XCC
52-й на этапе в Нове-Место-на-Мораве, XCO
39-й на этапе в Альбштадте, XCC
26-й на этапе в Альбштадте, XCO
59-й на Чемпионате мира
5-й на Чемпионате Европы
MTB French Cup Powered By SKF:
2-й на XCC
2-й на XCO
4-й на MTB Ca’neva Trophy
10-й на Ötztaler Mountainbike Festival + UCI Junior Series XCO
40-й на 3-м этапе Internazionali d’Italia Series — Marlene Südtirol Sunshine Race + UCI Junior Series XCO Nalles BZ
Fullgaz Race powered by Ghost int. MTB Bundesliga:
2-й на XCC
7-й на XCO
15-й на Copa Catalana Internacional BTT + UCI Junior Series XCO
2022
Greek MTB Series by Alter Bike Tours- Salamina Epic Race:
2-й на 6-м этапе
4-й на 5-м этапе
4-й этап — не финишировал
3-й этап
2-й на 2-м этапе Greek MTB Series by Alter Bike Tours — Salamina MTB Race
Greek MTB Series by Alter Bike Tours — Sparta MTB Race:
7-й на 4-м этапе
2-й на 2-м этапе
4-й на 1-м этапе
2-й на Copa Catalana Internacional BTT
3-й на Чемпионате мира, XCM
Shimano MTB Liga:
6-й этап
2-й на 5-м этапе
7-й на 3-м этапе
Кубок мира:
29-й на этапе в Валь-ди Соле
Этап в Валнорде — не финишировал
91-й на этапе в Ленцерхайде
57-й на этапе в Леоганге, XCO
37-й на этапе в Леоганге, XCC
Этап в Петрополисе, XCO — не финишировал
Этап в Петрополисе, XCC — не финишировал
Чемпионат мира:
19-й на XCC
28-й на XCO
20-й на Чемпионате Европы
4-й на Чемпионате Дании
8-й на Huskvarna MTB-Tour
CIMTB Michelin:
46-й на XCO
11-й на XCC
45-й на Copa Catalana Internacional BTT + UCI Junior Series XCO
Internacionales XCO Chelva — не финишировал
4-й на Momentum Medical Scheme Tankwa Trek presented by Biogen
Momentum Medical Scheme Attakwas Extreme presented by Biogen
2023
Чемпионат мира:
61-й на XCO
XCC — не финишировал
36-й на 4 м этапе Internazionali d’Italia Series — La Thuile + UCI Junior Series XCO
Чемпионат Дании:
3-й на XCC
2-й на XCO
Greek MTB Series by Alter Bike Tours — Sparta MTB Race:
3-й этап
4-й этап
5-й этап
40-й на Internationales Chelva Gsport Challenge
MTB French Cup Powered By SKF — XCO/XCC + UCI Junior Series XCO:
12-й на XCC
11-й на XCO
15-й на MTB French Cup Powered By SKF — XCO/XCE
6-й на Paris 2024 Test Event — MTB XCO
22-й на Pineta Sperane XCO — #1 Internazionali d’Italia
Rye bike festival / Rye terrengsykkelfestival:
2-й на XCO
2-й на XCC
Кубок мира:
20-й на этапе в Мон-Сент-Анн, XCC
6-й на этапе в Мон-Сент-Анн, XCO
29-й на этапе в Пал-Аринсаль, XCC
56-й на этапе в Пал-Аринсаль, XCO
27-й на этапе в Валь-ди-Соле, XCC
44-й на этапе в Валь-ди-Соле, XCO
50-й на этапе в Ленцерхайде, XCO
11-й на этапе в Леоганге, XCC
59-й на этапе в Леоганге, XCO
45-й на этапе в Нове-Место-на-Мораве, XCO
24-й на этапе в Сноушу, XCO
19-й на этапе в Порт-дю-Солей, XCO
29-й на Чемпионате Европы
21-й на XCC — Shimano Supercup Massi Banyoles
2024
2-й на 3-м этапе Internazionali D’Italia Series — Santoporo Xc
4-й на MTB French Cup Powered By SKF — XCO/XCC/XCE + UCI XCO Junior Series
3-й на Ötztaler Mountainbike Festival + UCI XCO Junior Series
Paarl XCO
4-й на Swiss Bike Cup + UCI XCO Junior Series
Чемпионат Европы:
 XCC
2-й на XCO
Кубок мира:
17-й на этапе в Араша, XCC
Этап в Араша, XCO
9-й на этапе в Майрипоране, XCC
16-й на этапе в Майрипоране, XCO
13-й на этапе в Валь-ди-Соле
12-й на этапе в Нове-Место-на-Мораве, XCC
Этап в Нове-Место-на-Мораве, XCO — не финишировал

#### Велокросс
2013
18-й на Superprestige Gieten, U19
2014
16-й на Чемпионате мира, U19
 Чемпионат Дании, U19
Kronborg Cyclo Cross Helsingør, U19
5-й на Чемпионате Европы, U19
8-й на Koksijde, U19
3-й на этапе Кубка мира в Намюре, U19
2015
 Чемпионат Дании, U19
 Чемпионат мира, U19
2-й на Kronborg UCI Cyclocross Event Helsingør
3-й на Stockholm Cyclo Cross
Кубок мира, U23:
16-й на этапе в Намюре
9-й на этапе в Хёсден-Золдере
2016
 Чемпионат Дании
12-й на Чемпионате мира, U23
Кубок мира, U23:
13-й на этапе в Цевене
20-й на этапе в Намюре
10-й на этапе в Хёсден-Золдере
2017
 Чемпионат Дании
Кубок мира, U23:
7-й на этапе Кубка мира в Хугерхайде, U23
8-й на Чемпионате мира, U23
2022
 Чемпионат Дании

#### Шоссе
2007
Чемпионат Дании, групповая гонка — не финишировал
2015
Чемпионат Дании:
7-й на групповой гонке
4-й на индивидуальной гонке
2017
30-й на Fyen Rundt — Tour of Funen
2024
8-й на Tour du Cap

## Награды
- Датский велосипедист года (2015)[20].

## Личная жизнь
Младший брат Симона, Бьёрн Андреассен, также является велогонщиком. Его основная дисциплина — горный велосипед, и он является чемпионом мира по кибервелоспорту.